# Abraham Simpson II
Abraham Jebediah "Abe" Simpson II este un personaj al serialului animat american The Simpsons, tatăl lui Homer Simpson. Acesta reprezintă un stereotip al bărbatului american aflat la vârsta a III-a: gras, leneș și neîndemânatic. Vocea este redată de actorul Dan Castellaneta.